# Vrbčany
Vrbčany jsou obec, která se nachází asi 15 km západně od Kolína v okrese Kolín ve Středočeském kraji. Žije zde 419 obyvatel. V roce 2011 zde bylo evidováno 170 adres. Jižně od obce prochází silnice I/12. Severovýchodním okrajem Vrbčan protéká řeka Výrovka, která je levostranným přítokem Labe.
Vrbčany je také název katastrálního území o rozloze 6,2 km².

## Historie
Katastr obce byl osídlen již před 35 000 lety, jak dokládají archeologické nálezy zbytků ohniště a kamenných nástrojů. Po příchodu Slovanů se zde vytvořila hranice mezi Pražany a Zličany a pravděpodobně zde bylo vystavěno zličské pohraniční hradiště. Po dobytí tohoto území Přemyslovci v 10. století zde byl již před rokem 999 postaven románský kamenný kostel svatého Václava, jehož pozůstatky byly objeveny při archeologichém průzkumu kostela v 30. letech 20. století.
První písemná zmínka o obci pochází z roku 1070 při založení vyšehradské kapituly, kdy český kníže Vratislav II. kapitule daroval i jedno popluží ve Vrbčanech.
Podle pověsti přivezl před bitvou u Chlumce (mezi Soběslavem I. a císařem Lotharem III.) kaplan Vít z vrbčanského kostela praporec svatého Vojtěcha. Podle tradice má být nyní tento praporec uložen na mramorovém stole v místnosti uvnitř pahorku, na kterém kostel stojí.

### Územněsprávní začlenění
Dějiny územněsprávního začleňování zahrnují období od roku 1850 do současnosti. V chronologickém přehledu je uvedena územně administrativní příslušnost obce v roce, kdy ke změně došlo:
- 1850 země česká, kraj Pardubice, politický okres Kolín, soudní okres Kouřim[6]
- 1855 země česká, kraj Čáslav, soudní okres Kouřim
- 1868 země česká, politický okres Kolín, soudní okres Kouřim
- 1939 země česká, Oberlandrat Kolín, politický okres Kolín, soudní okres Kouřim[7]
- 1942 země česká, Oberlandrat Praha, politický okres Kolín, soudní okres Kouřim[8]
- 1945 země česká, správní okres Kolín, soudní okres Kouřim[9]
- 1949 Pražský kraj, okres Kolín[10]
- 1960 Středočeský kraj, okres Kolín
- 2003 Středočeský kraj, obec s rozšířenou působností Kolín

### Rok 1932
V obci Vrbčany (přísl. Chroustov, 822 obyvatel, poštovna) byly v roce 1932 evidovány tyto živnosti a obchody: 2 cihelny, elektroinstalatérství, holič, 5 hostinců, 2 koláři, 2 kováři, 2 krejčí, mlýn, obuvník, 2 pekaři, obchod s lahvovým pivem, porodní asistentka, 2 povoznictví, 11 rolníků, řezník, sedlář, 6 obchodů smíšeným zbožím, spořitelní a záložní spolek pro Vrbčany, 2 švadleny, trafika, 2 truhláři.

## Památky v obci
- Barokní kostel svatého Václava se zvonicí – nalézá se na výrazném návrší nad vesnicí na místě původního románského kostela z 10. století. Podle pověstí ve zdejším kostele byl nalezen praporec svatého Václava (Alois Jirásek: Praporec svatého Václava, Staré pověsti české, "Tu kopí svatého Václava a na kopí, hle, ten praporec, kterýž nám svatý Vojtěch zjevil")

- Pískovcový kříž a pomník padlých v první světové válce na návsi
- Stráně u splavu – přírodní rezervace nedaleko obce

## Doprava
Dopravní síť
- Pozemní komunikace – Územím obce prochází silnice I/12 Praha - Kolín.

- Železnice – Obcí Vrbčany vede železniční trať 012 Pečky - Kouřim. Je to jednokolejná regionální trať, zahájení dopravy bylo roku 1882.

Veřejná doprava 2011
- Autobusová doprava – Obcí vedla příměstská autobusová linka Kolín-Plaňany-Kouřim (v pracovních dnech 7 spojů, o víkendech 1 spoj) (dopravce Okresní autobusová doprava Kolín, s. r. o.).

- Železniční doprava – Železniční zastávkou Vrbčany jezdilo v pracovní dny 14 párů osobních vlaků, o víkendu 9 párů osobních vlaků.

## Fotografie

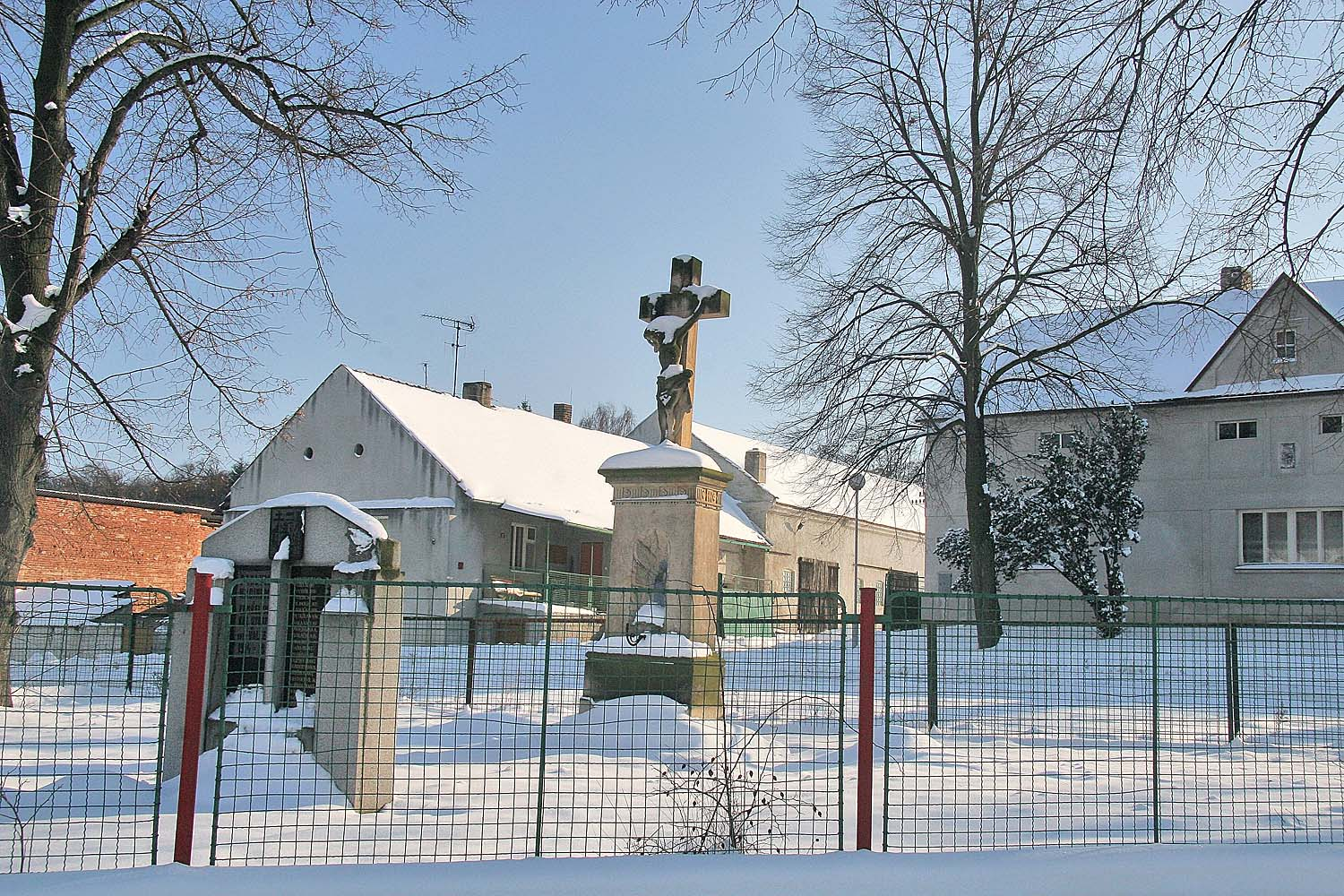
Pískovcový kříž a pomník padlým v první světové válce na návsi ve Vrbčanech
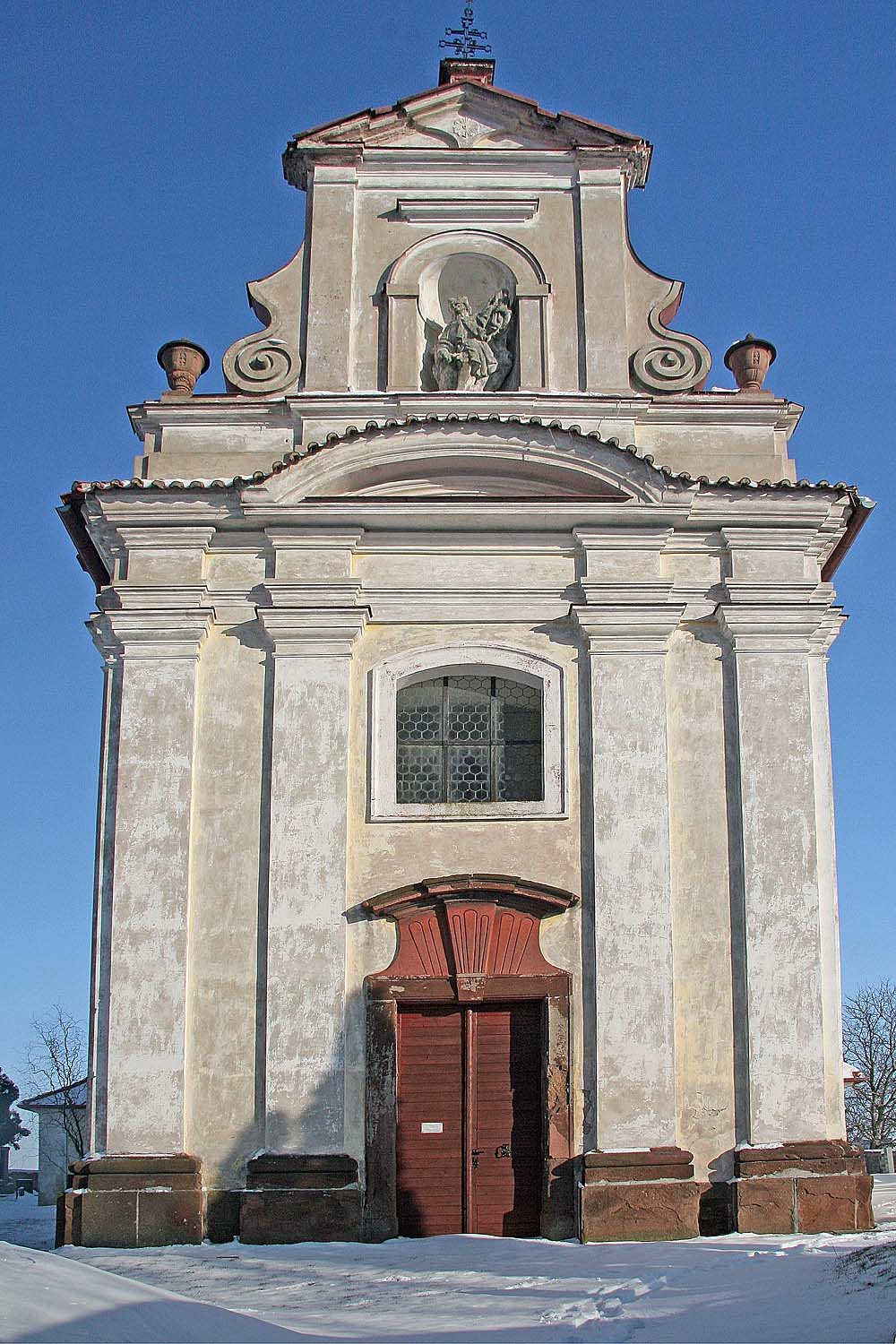
Průčelí barokního kostela Svatého Václava ve Vrbčanech